# Mule (groupe)
Mule est un groupe de punk blues américain, formé en 1991 à Ann Arbor (Michigan) par P.W. Long (ex-Wig), Jim Kimball et Kevin Munro (tous deux des anciens membres du groupe Laughing Hyenas).
I'm Hell, le premier 45 tours du groupe, sort en 1992 couplé avec une improbable reprise des Bee Gees en face B (To Love Somebody).
Les deux albums ont été produits par Steve Albini et sont sortis sur le label Quarterstick Records (une subdivision du label Touch and Go Records).
Jim Kimball quitte le groupe en 1994 pour former le Denison-Kimball Trio avec Duane Denison. Il sera remplacé par Daniel Jacob Wilson.
En 1996, P.W. Long décide de mettre fin au groupe pour se lancer dans une carrière solo.

## Discographie

### Albums
- 1993 : Mule (Quarterstick Records)
- 1994 : If I Don't Six (Quarterstick Records)

### Singles et EP
- 1992 : I'm Hell / To Love Somebody (single)
- 1994 :  Wrung (EP)
- 1997 : Soul Sound (split single avec Shellac)

## Membres
- P.W. Long : guitare, voix
- Kevin Munro : basse
- Jim Kimball : batterie (1991-1994)
- Daniel Jacob Wilson : batterie (1994-1996)

## Référence
- (en) Cet article est partiellement ou en totalité issu de l’article de Wikipédia en anglais intitulé « Mule (band) » (voir la liste des auteurs).